# 서울공예박물관
서울공예박물관은 서울특별시의 공립 박물관이다. 현재 강남구로 이전한 옛 풍문여자고등학교 부지에 2021년 7월 16일 개관했다.
주변에 공예와 공방 시설들이 산재하다는 점을 활용하기 위해 공예마을에는 입주형 공예창작 지원시설, 작가와 시민이 만나는 체험형 공예공방, 전시 공간 등이 들어선다.

## 연혁
- 2021년 7월 16일 개관.